# Нилс Финсен
 Нилс Рюберг Финсен (на фарьорски: Niels Ryberg Finsen) е фарьорски и датски лекар и учен, който през 1903 година получава Нобеловата награда за физиология или медицина „за приноса му в лечението на болестите и специално кожната туберкулоза, с концентрирано светлинно лъчение, с което открива нов път за медицинската наука“.
Финсен е единственият лауреат на Нобелова награда от фарьорски произход, което технически прави Фарьорските острови с техните около 50 000 души население страната с най-голям брой нобелови лауреати на глава от населението.

## Биография
Финсен е роден на 15 декември 1860 година в град Торсхавн на Фарьорските острови в семейството на данъчен чиновник и член на Фарьорския парламент. Ранното си образование получава в Торсхавн, но през 1874 е изпратен да учи в датски пансион в Нествед, на 80 км южно от Копенхаген, но там среща трудности с езика и след две години е върнат обратно с мнението на директора на пансиона, че Финсен е „момче с добро сърце, ала със слаби заложби и енергия“. По времето, когато завършва училище, вече е на 21 години и по успех е 11-и от 15 ученика.
Благодарение на привилегиите, с които се ползват членовете на образования елит на колониите на Дания Исландия и Фарьорски острови, през 1882 година Финсен постъпва да учи медицина в Копенхагенския университет, където се дипломира през учебната 1890/1891 година. Остава да работи в продължение на три години в университетския отдел по хирургия като демонстратор по анатомия. По време на следването си открива, че страда от рядко срещано хронично и прогресиращо заболяване – болест на Нимен-Пик, но забелязва и че крехкото му здраве, породено от детството, прекарано до Полярния кръг, чувствително се подобрява при по-продължително излагане на слънчева светлина. След 1892 година напуска работата си в университета и се отдава изцяло на изследване на лечебното въздействие на светлината, т.нар. фототерапия.
Финсен експериментира с различни изкуствени светлинни източници и открива, че кожните обриви при вариола се повлияват благоприятно при излагане на пациента на червена светлина. Установява, че болестта лупус (вълчанка, кожна туберкулоза), която често води до обезобразяващи поражения върху кожата на пациента, се повлиява от неколкомесечно излагане на ултравиолетова светлина до степен на пълно излекуване.
През 1896 година Финсен оглавява основания в Копенхаген Институт за фототерапия „Финсен“, в който през следващите пет години постъпват над 800 пациенти с лупус, от които 50% са напълно възстановени, а при 45% се наблюдава съществено подобрение. Впоследствие институтът преминава под управлението на Копенхагенската университетска болница и понастоящем функционира като лаборатория за изследване на рака.
Трудове на Финсен за фототерапията са преведени на немски и френски. Поканен е да членува в научни дружества в Дания, Исландия, Германия и Русия. През 1899 година е удостоен с благородническа титла – рицар на Ордена на Данеброг.
През 1903 година Финсен е удостоен с Нобеловата награда за физиология или медицина и с това става третият носител на тази награда. Той обаче е твърде болен, за да присъства лично на церемонията. На следващата година е награден и с приза за медицинска терапия „Камерън“ на Единбургския университет.
Умира на 24 септември 1904 година в Копенхаген.